# Dera Sach Khand Ballan
Dera Sach Khand Ballan (panyabí: ਡੇਰਾ ਸਚ ਖੰਡ ਬੱਲਾਂ (gurmují); ڈیرہ پالیسیاں کان بالا (shahmují)), también conocido como Dera Sant Sarwan Das o simplemente Dera Ballan, es un dera ravidassia con sede en la aldea de Ballan, cerca de Jalandhar, en el estado indio de Punyab.
Fue fundado por Pipal Dass poco después de 1900, en el contexto del surgimiento de distintos deras que proporcionaban espacios espirituales alternativos a los dalits del Punyab. Desempeñó un papel en el movimiento Ad Dharm para popularizar la imagen del santo Ravidas como gurú. Actualmente, su misión es difundir las enseñanzas de Ravidas y promover la educación y la sanidad públicas en la India.
Durante buena parte de su historia, las enseñanzas del Dera se basaban en las escrituras sijes, incluyendo las obras de Ravidas.
En 2009, un atentado durante una ceremonia del Dera en Viena, perpetrado por fundamentalistas sijes, causó la muerte de Ramanand Dass y heridas graves a Niranjan Dass. Este ataque marcó un punto de inflexión para el Dera, que en enero de 2010 proclamó oficialmente la creación de la religión Ravidassia Dharm y presentó un nuevo texto sagrado, el Amritbani Guru Ravidas, que reemplazó al Guru Granth Sahib en sus templos.
Además de su sede principal en Ballan, el Dera administra el templo de Shri Guru Ravidas Janam Asthan en Seer Goverdhanpur (Varanasi), el Hospital Benéfico Sarwan Dass en Adda Kathar (distrito de Jalandhar) y la Escuela Modelo Sarwan Dass en Phagwara, todos financiados en parte por la diáspora ravidassia.

## Historia
Dera Sach Khand fue fundado en Ballan, Punyab (India), por Pipal Dass a principios del siglo XX. Originalmente llamado Harnam Dass, Pipal Dass provenía de la aldea de Gill Patti, en el distrito de Bathinda. Tuvo un hijo llamado Sarwan Dass (nacido el 15 de febrero de 1895), cuya madre, Shobhawanti, murió cuando él tenía cinco años. Pipal Dass y su hijo dejaron Gill Patti y llegaron finalmente a Ballan, cerca de Jalandhar.
Según la tradición oral del Dera, Pipal Dass llegó a Ballan y comenzó a regar un árbol pipal seco, que milagrosamente reverdeció. Este acto fue interpretado como un presagio espiritual favorable, lo que llevó a que los habitantes de la zona donaran el terreno circundante. En ese lugar estableció el Dera, que con el tiempo se convirtió en un importante centro de peregrinación para los seguidores de Ravidas en el Punyab.
Pipal Dass murió en 1928 y Sarwan Dass asumió el liderazgo del Dera como gaddi nashin. Su principal objetivo fue difundir las enseñanzas de Ravidas entre los sectores más desfavorecidos. Fundó múltiples deras y promovió la creación de instituciones educativas. Preocupado por la sanidad, estableció un centro médico para quienes no podían pagar tratamientos, y posteriormente se inauguraron varios hospitales con su nombre. Murió el 11 de junio de 1972 y fue sucedido por Hari Dass.
Garib Dass se convirtió en Gaddi Nashin el 7 de febrero de 1982. Al poco tiempo fundó el Hospital Benéfico Sarwan Dass en Adda Kathar, distrito de Jalandhar. Comenzó como un pequeño dispensario, pero con ayuda de donantes del Reino Unido, se transformó en hospital en 1992. También fundó el periódico semanal del Dera, Begumpura Shaher, el 15 de agosto de 1991. En 2004, la Academia de Literatura Dalit de India otorgó un premio a su editor jefe, Ramanand Dass, por dar voz a los dalit.
Niranjan Dass asumió como Gaddi Nashin el 23 de julio de 1994. Bajo su liderazgo, se fundó la Escuela Modelo Sarwan Dass en Phagwara, que empezó a operar en abril de 2004. También colocó la primera piedra del Hospital Oftalmológico Benéfico Sarwan Dass en Ballan, que abrió el 15 de febrero de 2007. Junto con Ramanand Dass, viajó por todo el mundo para visitar a seguidores y establecer nuevos deras en el extranjero.
El 24 de mayo de 2009, durante una ceremonia religiosa en un templo de Ravidas en Viena, Austria, seis hombres armados atacaron a Niranjan Dass y Ramanand Dass. Ambos resultaron heridos y Ramanand murió al día siguiente. Los atacantes eran fundamentalistas sijes que acusaban al Dera de faltar al respeto al Guru Granth Sahib. Esto provocó disturbios en Punyab, donde murieron tres personas en enfrentamientos con la policía.
Tras el ataque, el Dera dejó de recitar el Guru Granth Sahib en sus templos y pasó a leer solo los 41 himnos de Ravidas incluidos en ese libro. El 29 de enero de 2010, Niranjan Dass proclamó oficialmente la nueva religión Ravidassia Dharm en Seer Goverdhanpur (Varanasi), donde nació Ravidas. También se presentó el nuevo texto sagrado del Dera, Amritbani Guru Ravidas, que contiene 240 himnos del santo. Un dera rival en Chak Hakim alegó que muchos himnos fueron en realidad escritos por Hira Dass en 1908, acusación que el Dera Ballan negó.

### Papel en el movimiento Ad Dharm
Según el investigador Ronki Ram, el movimiento Ad Dharm se inició en 1925 para luchar contra el sistema de intocabilidad en India y jugó un papel clave en el desarrollo de la conciencia dalit en Punyab. Su fundador, Mangu Ram Mugowalia, acudió a Pipal Dass en busca de orientación y textos sobre Ravidas. En 1932, Sarwan Dass le ofreció jugo a Mangu Ram para romper su ayuno contra el ayuno de Gandhi en oposición al Comunicado de Representación Comunitaria. El 13 de diciembre de 1970, Dera Ballan organizó una conferencia del movimiento Ad Dharm, en la que se reconoció su labor a favor de los dalit.
La académica Opinderjit Kaur Takhar señala que no existe evidencia histórica concluyente de que Ravidas tuviera seguidores organizados durante su vida, y argumenta que su veneración como gurú se consolidó posteriormente gracias al movimiento Ad Dharm y a la labor de diversos deras. Aunque este movimiento perdió fuerza tras las primeras elecciones generales de la India independiente, centros como el Dera Ballan continúan siendo lugares de peregrinación espiritual para las comunidades dalit del Punyab.

## Instalaciones
En 2012, la sede del Dera contaba con un santuario, salón de congregación, biblioteca, cocina comunitaria e instalaciones médicas benéficas. También administra el templo de Shri Guru Ravidas Janam Asthan en Seer Goverdhanpur (Varanasi), el Hospital Benéfico Sarwan Dass en Adda Kathar, y la Escuela Modelo Sarwan Dass en Phagwara, además de otros deras e instituciones educativas.
El Dera publica libros sobre literatura dalit, otorga medallas a estudiosos dalit —veinte hasta 2008— y edita medios audiovisuales como CDs, DVDs y cintas con la filosofía de Ravidas. Su semanario Begumpura Shaher se publica en inglés, hindi y panyabí.
El templo de Shri Guru Ravidas Janam Asthan, en Seer Goverdhanpur (Varanasi), atrae a millones de devotos cada año durante el aniversario de Ravidas. Según el Dera, allí nació el santo. Hari Dass colocó la primera piedra el 14 de junio de 1965. El templo fue financiado por el Dera y completado en 1994 con ayuda de la diáspora. Kanshi Ram, fundador del Bahujan Samaj Party, colocó la cúpula dorada y en 1998, el presidente de India, K. R. Narayanan, inauguró la puerta monumental de entrada.